# Беляков, Егор Карлович
Его́р Ка́рлович (Его́рович) Беляко́в (Безру́кий) (1834 — после 1895) — русский художник, до локтей лишённый рук.

## Биография
С 1853 по 1864 год учился в Санкт-Петербургской академии художеств, и, невзирая на инвалидность, показал столь заметные успехи, что был награждён двумя большими серебряными медалями и званием художника (III-й степени) за этюды и рисунки.
В 1863 году ему по ходатайству августейшего президента академии была назначена пенсия.

## Работы
- 1860 — выставлена картина «Олимпийские игры»
- 1861 — «Харон перевозит души через реку Стикс»
- 1870 — «Семейный портрет господина С.»
- 1889 — 2 портрета.